# 谯献之
谯献之（?—?），中国五胡十六国时代成汉皇帝李势的司空，巴西郡南充县（今四川省南充市）人。
谯献之被成汉末主李势任命为司空。347年，桓温灭成汉，李势投降，桓温任用谯献之等人作为参佐，举拔贤能之士兵，奖掖善事，蜀地之人十分高兴，民心于是安定。
谯献之的孙子譙縱在东晋官至安西参军。405年，譙縱杀死益州刺史毛璩，自称成都王，建立譙蜀。